# 黑苞千里光
黑苞千里光（学名：Senecio nigrocinctus）为菊科千里光属的植物，是中国的特有植物。分布于中国大陆的西藏、云南等地，生长于海拔3,200米至4,000米的地区，多生长在高山草甸、开旷山坡和林缘，目前尚未由人工引种栽培。